# Вилистон (језеро)
Вилистон (енгл. Williston Lake) на реци Пис, највеће је језеро Британске Колумбије и друго по величини вештачко језеро Северне Америке. Налази се у северном делу провинције. Настало је након подизања В. А. Ц. Бенет бране (1961-1968), у горњем току реке Пис. Површина језера износи 1,761 km², максимална дужина 251 km, а ширина 155 km. У њега се улива велики број река и потока.